# 郡山総一郎
郡山 総一郎（こおりやま そういちろう、1971年11月16日 - ）は、日本のフォトジャーナリスト。

## 経歴
1971年、宮崎県に生まれる、東京都新宿区在住。日章学園高等学校自動車科を卒業。陸上自衛隊勤務の後、大型トラック運転手として就職した。
2001年より取材活動を開始。同年、『イスラエルの現実』でよみうり写真大賞奨励賞を受賞した。2004年、イラク戦争を取材し撮影するために訪れたイラクにおいて、今井紀明・高遠菜穂子と共に武装勢力に誘拐され、人質となる（イラク日本人人質事件）。武装勢力から解放され帰国した郡山に対しては、危険な地に自ら向かった被害者が悪い、という「自己責任論」の嵐が日本で吹き荒れており、郡山は驚きを通り越して呆れたという。「なぜ自分がイラクに行き、なぜ誘拐されたかを考えた人がどれほどいたのか。国の言う自己責任は責任転嫁でしかない」と、当時の日本政府の姿勢を批判した。2006年、第7回上野彦馬賞を受賞。2007年、『ナショナル・ジオグラフィック』日本版の年間優秀賞を受賞した。なお、映画監督の伊藤めぐみ監督がイラク人質事件の人質となった邦人たちのその後に関する『ファルージャ　イラク戦争日本人人質事件...そして』と称するドキュメンタリー映画を制作した際に、郡山とともに人質となった高遠や今井はその映画に出演し現在の活躍ぶりを紹介したが、郡山はこの映画に出演しなかった。

## 著書
- 未来って何ですか ぼくがいちばん撮りたかったもの（2004年）
- 人質 イラク人質事件の嘘と実（2004年）
- 戦争の後に来たもの カンボジアが映す時代（2005年）
- 気づいたら、カメラ馬鹿。（2006年）
- 原発と村（2011年）
- FUKUSHIMA x フクシマ x 福島（2013年）